# Whiplash (canción de Selena Gomez & the Scene)
«Whiplash» es una canción interpretada por la banda estadounidense Selena Gomez & the Scene, incluida en su tercer álbum de estudio When the Sun Goes Down. Escrita originalmente para el sexto álbum de estudio de Britney Spears, Circus, fue escrita por Spears y Nicole Morier y producida por Greg Kurstin. En 2011, Gómez grabó una versión de la canción junto con el resto de la banda.
Con un estilo pop, «Whiplash» es una canción dance influenciada por el electro que cuenta con el intenso uso de sintetizadores. El pre-estribillo cuenta con una sección de rap en el que la vocalista canta con un acento británico. La canción recibió las comparaciones con las obras de Spears. Musicalmente, el tema es muy diferente y mucho más agresiva que el resto del álbum, mientras que su letra habla de un romance floreciente. Recibió reseñas en su mayoría positivas por parte de los críticos, quienes la calificaron como una de las pistas más sobresalientes de When the Sun Goes Down. La canción se incluyó en el repertorio de la gira musical de la banda We Own the Night Tour, y en la primera gira como solista de Gómez, Stars Dance Tour.

## Antecedentes
«Whiplash» fue escrita y producida por Greg Kurstin, con escritura adicional de Nicole Morier y Spears. Britney había grabado "Heaven on Earth", escrito por Morier y la composición del equipo Freescha, para su quinto álbum de estudio Blackout. Durante una entrevista con On Air with Ryan Seacrest, Spears nombre de la canción como su favorita del álbum. Cuando ella comenzó a grabar su sexto álbum de estudio Circus, se puso en contacto Morier a escribir canciones con ella. Se juntaron en el estudio y pidió Kurstin para hacer pistas. Entre las canciones que se trabajó fueron "Mmm Papi", "Rock Me In" y "Whiplash". Los dos querían hacer algo que Spears no había hecho antes. "Mmm Papi" y "Rock Me In" se incluyeron en Circus, sin embargo, "Whiplash" no entró en el álbum. Morier explicó: "Hay un par de canciones que fueron empezadas con grandes ideas, pero incompletas. Tal vez vamos a escuchar con oídos frescos algún día y vamos a publicarlas, pero por lo general como para empezar de nuevo."
El 11 de abril de 2011, fue reportado por MTV News que "Whiplash" sería grabada por Selena Gomez & the Scene para su tercer álbum de estudio When the Sun Goes Down. Gomez es una fan de Spears, y después de Kurstin reproducir la pista por primera vez, ella "se enamoró de ella" sin saber que Spears había trabajado en ella. Gomez explicó, "llegó y cantó y vio que había quien había co-escrito, así que estaba muy emocionada. [...] Ha sido un honor y estoy totalmente contenta." La canción se filtró en Internet a principios de junio de 2011, varias semanas antes del lanzamiento del álbum.
Gomez habló sobre Whiplash:

Me encanta la letra diciendo que está completamente enamorado de alguien y vas a chocar contra ellos y el síndrome del latigazo. Lo más gracioso de esto es que en realidad me hizo entrar en un accidente dos días antes de que grabé las canciones, no el síndrome del latigazo, no fue un accidente grave, pero que era muy divertido.
Selena Gomez

## Composición
"Whiplash" es una canción dance con influencias del electro. Cuenta con un uso intensivo de los sintetizadores, que fueron comparados con los de Christina Aguilera "Not Myself Tonight". La canción abre con bengalas y efectos sonoros. Durante el pre-coro, hay una sección de cantar rap en el que Gomez ofrece varias frases en un acento británico, antes del estribillo palpitante. "Whiplash" tiene un ambiente mucho más agresivo que el sonido pop adolescente típico. También es musicalmente diferente y una salida de otras canciones de When the Sun Goes Down que se destapen más sencillas, como "Who Says" y "Bang Bang Bang".
Varios críticos compararon el tema con las obras de Spears. James Dinh de MTV News dijo que "Gomez, quien ha brotaron con nosotros acerca de su fandom Spears, muestra su mejor imitación" de la canción. Al revisar el We Own the Night Tour, Kevin C. Johnson, del St. Louis Post-Dispatch dijo que la canción "Tiene sonido[s] como si fuera arrancado directamente del catálogo de Spears." Blair Kelly de musicOMH lo comparó con la música de Circus, y más específicamente a "Womanizer". Se comparó también por Tim Sendra de Allmusic a la "Electro Glam" sonido de Goldfrapp. La letra de "Whiplash" hablar de un romance floreciente. Gomez canta en el coro, "Ven y llévame hacia el otro lado / yo voy a esperar, cuando miro en tus ojos / que estoy tan enamorada, creo que me voy a quebrar / Y el síndrome del latigazo, latigazo cervical, el latigazo cervical ".

## Recepción de crítica
Tim Sendra de Allmusic lo seleccionó como una de las "canciones destacadas" de When the Sun Goes Down, llamándolo un sonido fuerte y una de las sorpresas del álbum. Agregó que la canción,"añade algunas rarezas a un registro de uno a otro sencillo, y muestra se fácilmente y con éxito [Gomez] se puede caer en diferentes personalidades y estilos." Jarett Wieselman del New York Post dijo: "Yo no puedo entender es por qué en el mundo [Spears] pudo abandonar esta pista caliente", explicando que "Whiplash" era mejor que por lo menos cinco canciones de su séptimo álbum de estudio Femme Fatale. Mikael Wood, de la revista Entertainment Weekly comentó que "los colaboradores de primera plataforma no duelen - ver:. "Whiplash", co-escrita por una de Britney Spears. Scott Shetler de PopCrush dio la canción de cuatro estrellas o cinco, explicando que "posee un gancho que se enviará a las personas corriendo por la pista de baile", aunque "el nivel vocal de Gomez es bastante lindo [...] pero de nuevo," este es el tipo de canción para mostrar cualquier clase de gimnasia vocal".
Blair Kelly de musicOMH llamó a "Whiplash", una de las mejores canciones uptempo del álbum, pero dijo que es "abatido por las secciones de rap terribles. Selena Gomez no debe permitir introducir el rap de nuevo, especialmente si ella va a entrar en un horrible acento de reina a medio camino a través de inglés". Kelly también lo nombró como "un ejemplo perfecto de Britney Spears" como escritora. Robbie Daw de Idolator consideró como "descarada y teñido de electro-pop". Jody Rosen de la revista Rolling Stone dijo que Gomez "no aporta nada en el camino de la personalidad a sus canciones", y agregó que "'Whiplash' la arrogante canción sobre "sexo" sería cómico si no fuera tan aburrido". John Bergstrom escritor de PopMatters dijo que Spears no escribió ninguna canción en Femme Fatale "para evitar la vergüenza de sobreexcitada, falsa-acento británico-haciendo alarde de los aspirantes a entrar complementos como 'Whiplash'. Posteriormente, en julio de 2013 Andrew Unterberger de Billboard la enlistó como la tercera mejor canción que Gomez no lanzó como sencillo.

## Créditos y personal
- Selena Gomez - voz principal[18]
- Greg Kurstin - compositor, productor, ingeniero de audio, instrumentos, mezcla de audio en Eo Studios en Los Ángeles, California[18]
- Nicole Morier - compositora, coros[18]
- Britney Spears - escritora[18]
- Jesse Shatkin - ingeniería de audio[18]

Créditos de una adaptación de las notas álbum.